# زاغ‌های درختی دم‌دراز
زاغ‌های درختی دم‌دراز(نام علمی: Dendrocitta) نام یک سرده از تیره کلاغیان است.

## گونه‌ها
- زاغ درختی خاکستری،  Dendrocitta formosae
- زاغ درختی حنایی،  Dendrocitta vagabunda
- زاغ درختی صورت‌سیاه،  Dendrocitta frontalis
- زاغ درختی سوماترا،  Dendrocitta occipitalis
- زاغ درختی بورنئو،  Dendrocitta cinerascens
- زاغ درختی شکم‌سفید،  Dendrocitta leucogastra
- زاغ درختی آندامان،  Dendrocitta bayleyi